# Polla (Italia)
Polla es un comune italiano situado en la provincia de Salerno, en Campania. Tiene una población estimada, a fines de marzo de 2022, de 5100 habitantes. Debido a razones obvias, la mayoría de hispanoparlantes se alboroza cuando descubre que existe un pueblo con este nombre.

## Evolución demográfica
| Gráfica de evolución demográfica de Polla entre 1861 y 2022 |
|                                                             |
| Fuente: ISTAT - Elaboración gráfica de Wikipedia            |